# ديف باربي
ديف باربي (بالإنجليزية: Dave Barbee)‏ هو لاعب كرة قاعدة أمريكي، ولد في 7 مايو 1905 في غرينزبورو في الولايات المتحدة، وتوفي في 1 يوليو 1968 في ألبيمارل في الولايات المتحدة.

## وصلات خارجية
- ديف باربي على موقعبيزبول رفرنس.كوم (الدوري الرئيسي) (الإنجليزية)
- ديف باربي على موقعبيزبول رفرنس.كوم (الدوري الثانوي) (الإنجليزية)